# Гюнсберг
Гюнсберг (нем. Günsberg) — коммуна в Швейцарии, в кантоне Золотурн. 
Входит в состав округа Леберн. Население составляет 1143 человека (на 31 декабря 2007 года). Официальный код — 2547.